# Auchenisa senex
Auchenisa senex är en fjärilsart som beskrevs av Bethune-Baker 1911. Auchenisa senex ingår i släktet Auchenisa och familjen nattflyn. Inga underarter finns listade i Catalogue of Life.